# Kasteel van Seneffe

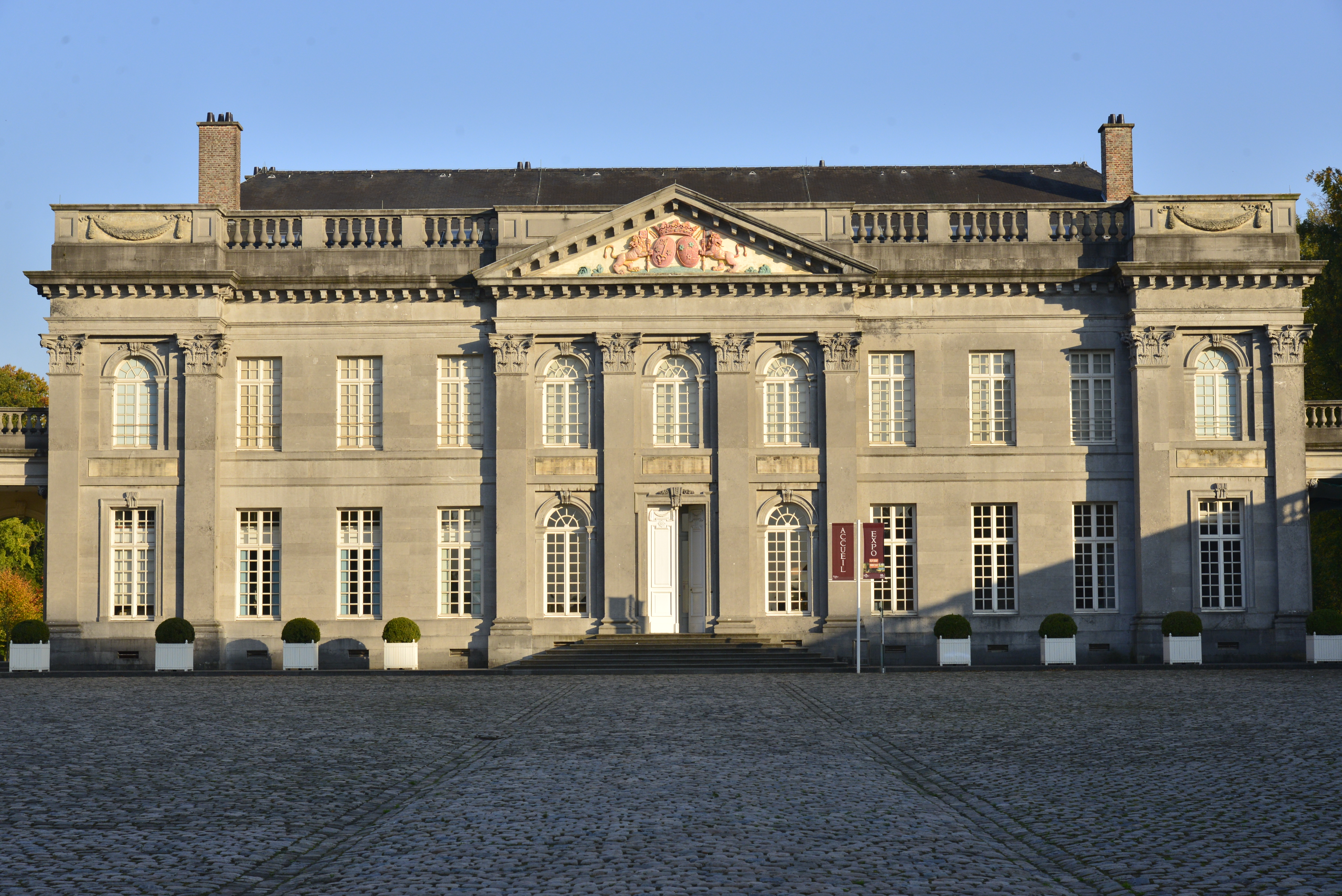
Voorgevel

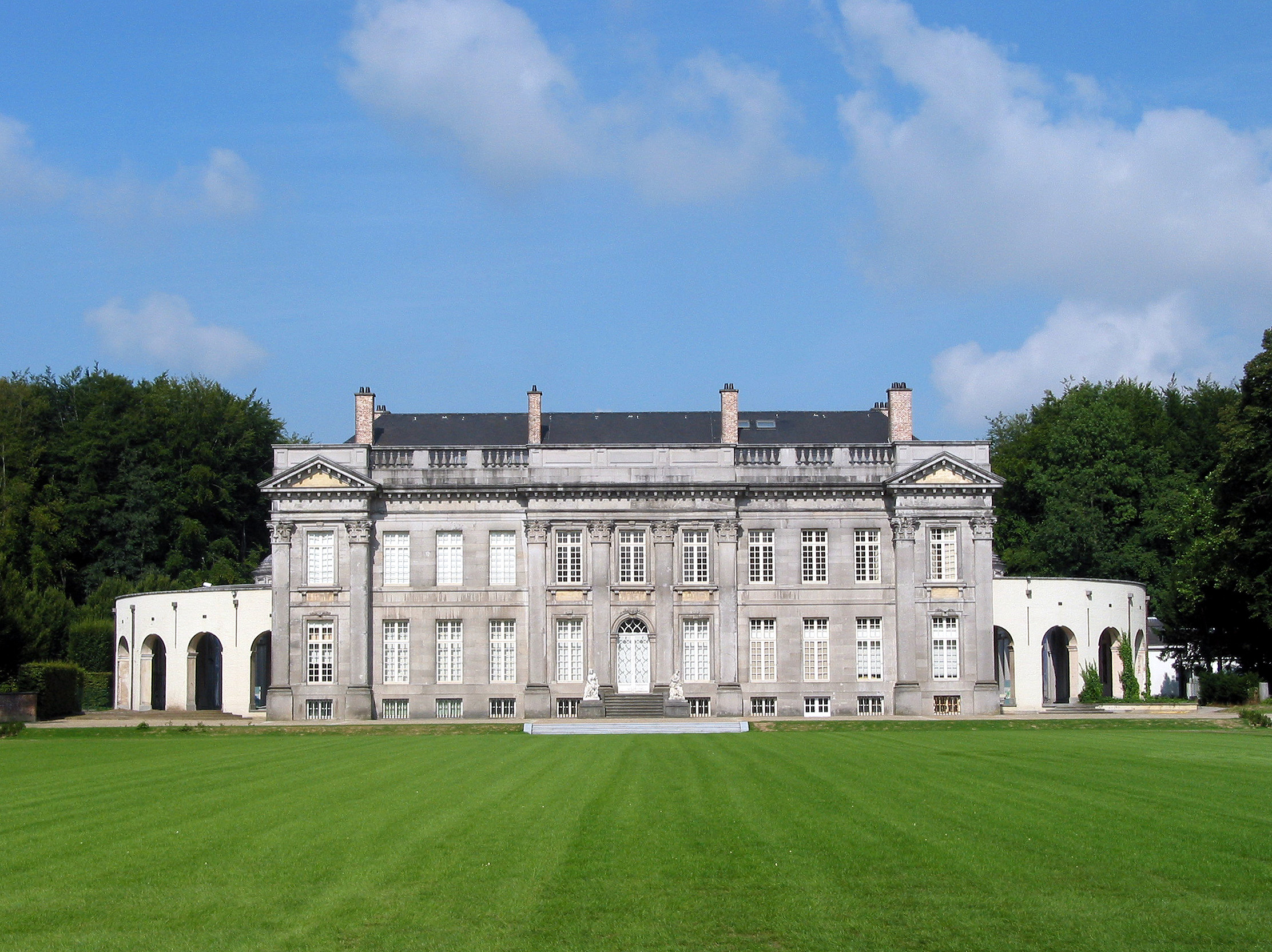
Achterzijde

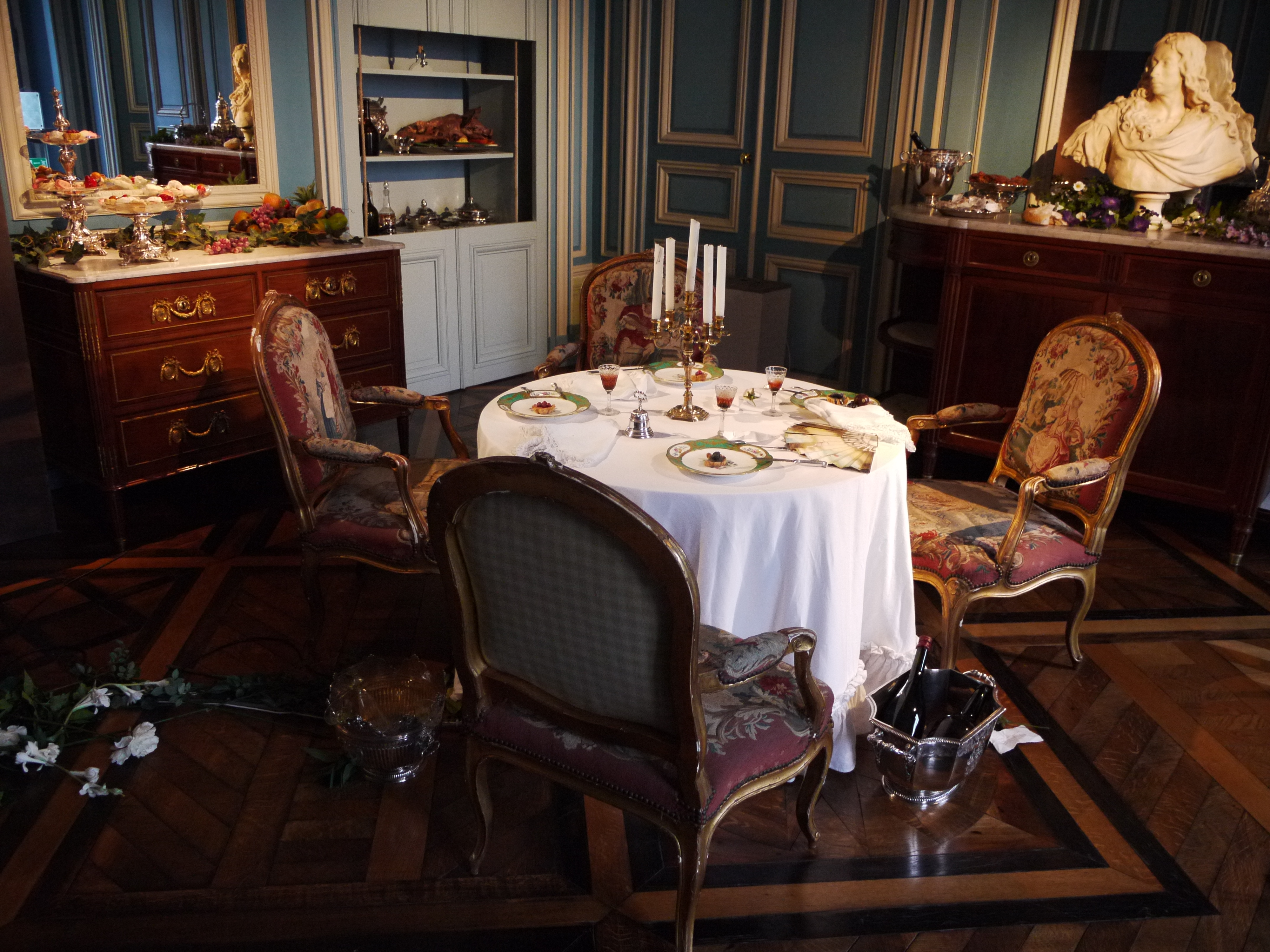
Interieur

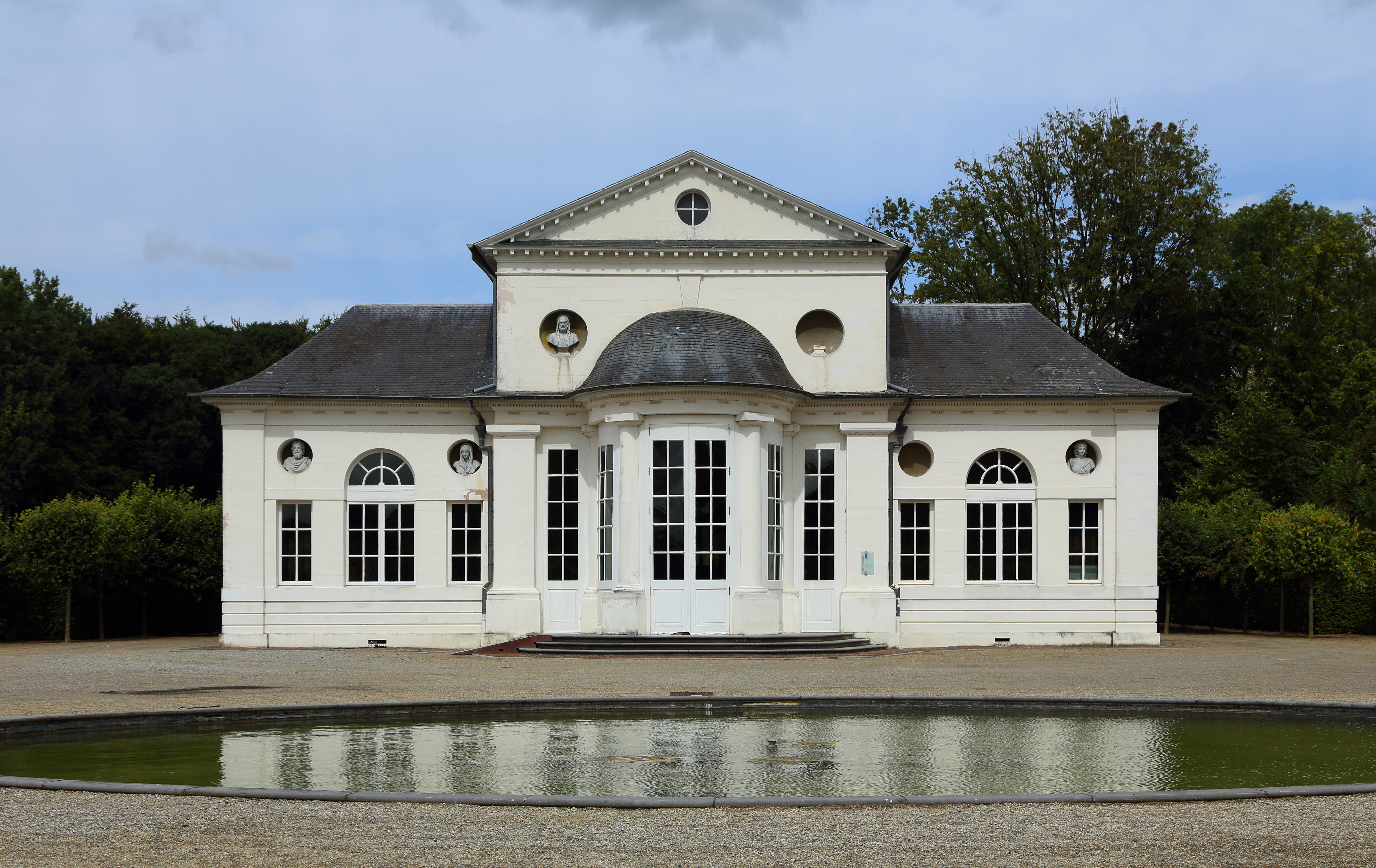
Het klein theater, ontworpen door Charles De Wailly in 1779

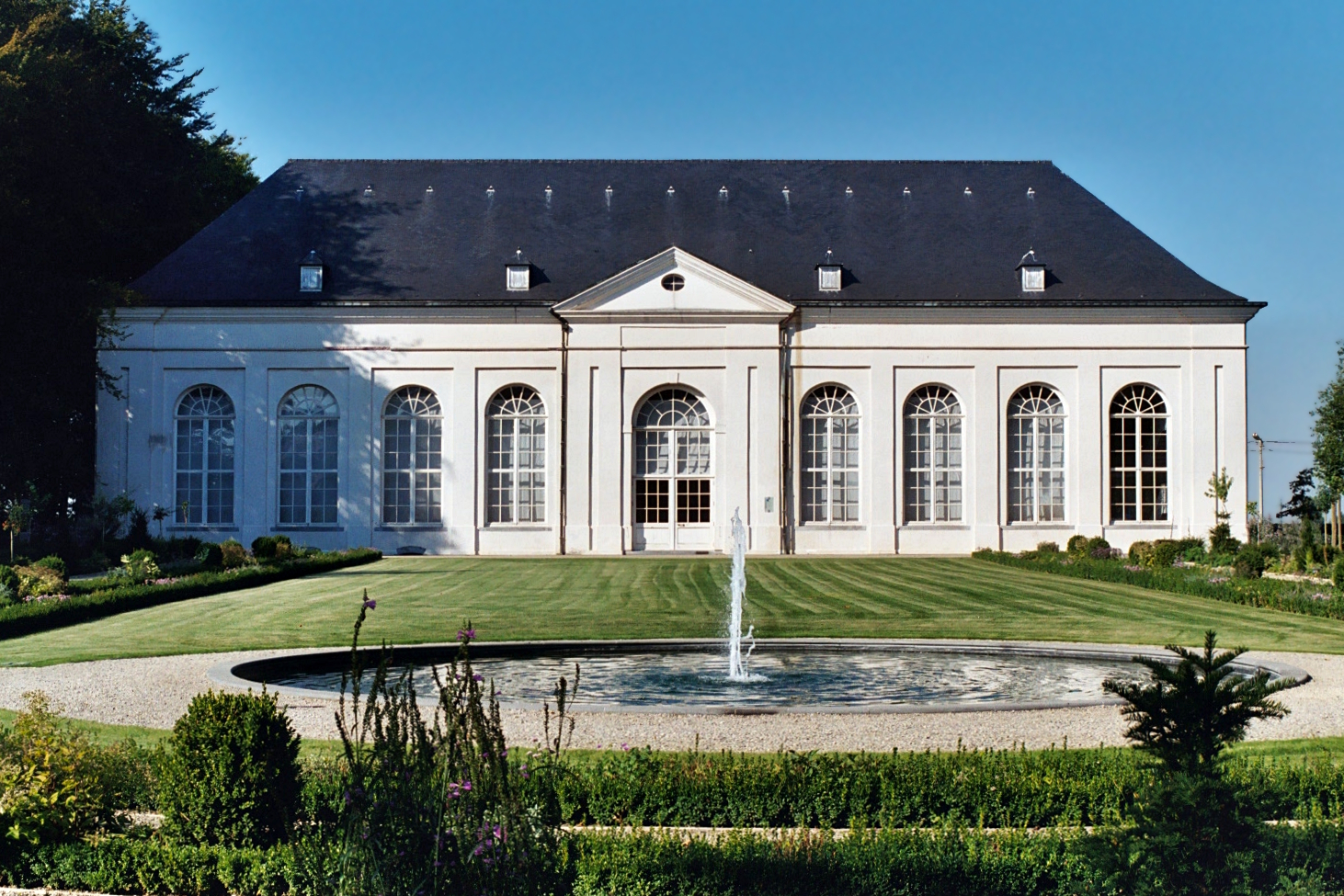
De oranjerie, ontworpen door Louis Montoyer in 1782

Het Kasteel van Seneffe (Frans: Château de Seneffe) is een 18e-eeuws gebouw in Seneffe in de Belgische provincie Henegouwen. In het château is het Museum voor Zilversmeedkunst (Musée de l'Orfèvrerie de la Communauté française) ondergebracht, een museum van de Franse Gemeenschap gewijd aan edelsmeedkunst.
Het interieur bestaat uit parketvloeren, lambriseringen, stucwerk en versierde schouwen. Buiten is er een uitgestrekte tuin en een park met een openluchttheater en een oranjerie.

## Collectie
Het château huisvest een collectie edelsmeedwerk, in de vaste thematische expositie Praal en Intimiteit.
De kern van de collectie werd gevormd een omvangrijke schenking van antiek zilverwerk door een privéverzamelaar Claude D'Allemagne en echtgenote Juliette Rémy. Er werd nadien door de Franse Gemeenschap gebruikszilverwerk aangekocht om de collectie uit te breiden en hiaten op te vullen. De aankopen richten zich vooral op zilveren gebruiksvoorwerpen die in de Nederlanden werden vervaardigd, zonder de Europese dimensie uit het oog te verliezen. Mede door bijkomende giften, legaten en gerichte aankopen is de kunstverzameling momenteel een van de belangrijkste verzamelingen van burgerlijk zilversmeedwerk in België.
In het museum zijn thematische exposities rond het leven in en de kunst van de 18e eeuw. Daarbij wordt via hedendaagse scenografische technieken het interieur en de inrichting van het kasteel aangewend om de 18e-eeuwse leefwereld in het ancien régime tot leven te wekken.
Geregeld krijgen jonge edelsmeden er de kans om recent werk tentoon te stellen. Daardoor tracht men een band te leggen met de lange traditie van edelsmeedkunst in de Lage Landen en verwijst men naar kunstenaars als Godfried van Hoei, Hugo van Oignies, Jan Jacobs, Jean de Lens, Philippe van Dievoet, Balthazar-Philippe Vandive, Jacques Roettiers of Joseph Germain Dutalis.

## Geschiedenis
Het Kasteel van Seneffe werd in de periode 1763-1768 in classicistische stijl gebouwd naar de plannen van architect Laurent Benoit Dewez, als buitenverblijf voor de rijke ondernemer Julien de Pestre, graaf van Seneffe. Zijn zoon Joseph Depestre erfde het kasteel in 1774. In overleg met zijn moeder Isabelle Cogels liet hij de tuin aanleggen. Er kwamen standbeelden door Augustin Pajou, een theater door Charles De Wailly en een oranjerie door Louis Montoyer. Het kasteel en de kunstcollectie werden in 1798 verkocht als nationaal goed, maar Josephs broer Jean-Baptiste wist het via een stroman in de familie te houden. Diens zoon Honoré de Pestre kon er in 1823 intrekken en deed het in 1837 uit financiële nood van de hand.
In de Tweede Wereldoorlog diende het kasteel als plaatselijk hoofdkwartier en zomerverblijf van generaal Von Falkenhausen, de militaire gouverneur van het door de nazi's bezette België. Het kasteel werd nadien verwaarloosd. Na vele malen van eigenaar te hebben gewisseld, kwam het in handen van het Ministerie van de Franse Gemeenschap van België, die besloot er een museum voor zilversmeedkunst in onder te brengen.
Het kasteel onderging een langdurige restauratie, die in 1995 voltooid was. In 2008 werden de uitgestrekte tuinen rondom het kasteel opnieuw aangelegd, deels volgens de oorspronkelijke plannen.